# Inés Estévez
Inés Estévez (Dolores, provincia de Buenos Aires; 26 de noviembre de 1964) es una actriz de cine, teatro y televisión y cantante de jazz y blues argentina.

## Biografía
Inés Estévez nació en la ciudad de Dolores, en la provincia de Buenos Aires, el 26 de noviembre de 1964. Siendo muy pequeña, demostró una fuerte inclinación hacia variadas expresiones creativas, formándose en la danza clásica entre los cuatro y los doce años de edad. Estimulada por su entorno familiar, las letras y la música forman parte sustancial de su infancia y adolescencia. Se trasladó a la ciudad de Buenos Aires a los dieciocho años, con una breve experiencia teatral, y el objetivo de continuar instruyéndose en la danza contemporánea. Estudió canto lírico, y comenzó a trabajar casi inmediatamente en teatro.

## Carrera
Paralelamente se abrieron para ella las puertas del cine, donde dio sus primeros pasos con personajes secundarios, y consiguió aprender el oficio a fuerza de observación. 
En la actuación fue absolutamente autodidacta. Entre 1993 y 1999, mientras se afirmó con paso seguro en la cinematografía argentina, surgió en el medio televisivo con protagónicos en miniseries de prestigio que le otorgaron popularidad, sin desatender el oficio teatral que la formó inicialmente.
Ganó numerosos premios en las tres disciplinas. Durante todo ese tiempo cultivó una secreta devoción por la poesía y la literatura, actividad que desarrolló en silencio. Publicó poemas que forman parte del libro de fotografías Señores de la Tierra. 
Convocada por la revista Txt, publicó también un texto que llamó la atención del futbolista Juan Pablo Sorín, quien en el año 2005 la llamó a participar de su libro de cuentos Grandes chicos, junto a notables figuras de las letras, con fines solidarios. A fines de 2005, Estévez se retiró de la actuación para volcarse a la literatura y a la dirección teatral.
A principios de 2006 comenzó a colaborar escribiendo artículos para la revista Negra, y recibió una propuesta de la Editorial Sudamericana, para la publicación de dos novelas. 
En mayo del 2011 publicó la primera, titulada La Gracia. Se estrenó como directora teatral al frente de Tape, obra de Stephen Belber, cuya temporada se desarrolló en Ciudad Cultural Konex, y por la que fue nominada al premio ACE. Volvió al cine con El misterio de la felicidad, film de Daniel Burman estrenado en 2014. Hizo una participación en la tira televisiva Guapas, y en el verano de 2015 estrenó Otro estilo de vida en el teatro Tabarís. A fines del 2015 se estrenó como cantante de jazz con el dúo Estévez & Malosetti acompañados por un trío instrumental. 
En el año 2016 filmó Te esperaré de Alberto Lecchi y en el 2017, Dolores, bajo las órdenes de Gonzalo Tobal. A partir de allí sigue dedicándose a la actuación, actividad que desarrolla junto a la música y la docencia. En junio del 2017 se lanzó como solista en el teatro Sony. A partir de entonces agotó localidades en los clubes de Jazz más importantes de Buenos Aires y coronó el año colmando un ND Teatro, en un concierto que sumó cuarteto de cuerdas, sección de vientos y músicos invitados. Dicho concierto se grabó en vivo con miras a convertirse en su primer disco, que se nutre de jazz y derivados; swing, blues, bossa y alguna composición en español. Inés Estévez lidera su propia banda, ESTEVEZ&MAGIC3, su primer disco, NUDE, la lleva a concretar cerca de 100 conciertos en poco más de un año, con giras en el interior del país más una importante gira en diversas plazas de Uruguay. 
Actualmente desarrolla la actividad docente, dictando seminarios intensivos de actuación basados en un sistema propio que ha ido depurando a lo largo de los últimos once años, se dedica a la música y a la actuación.

## Filmografía

### Cine
| Año  | Película                                 | Personaje                  |
| ---- | ---------------------------------------- | -------------------------- |
| 1988 | Conviviendo con la muerte                | Miembro del grupo político |
| 1988 | Lo que vendrá                            | Nieta                      |
| 1988 | El camino del sur                        | Carmen                     |
| 1989 | Cipayos                                  | Mónica                     |
| 1989 | Cuerpos perdidos                         | Eva                        |
| 1991 | La última siembra                        | Paula                      |
| 1991 | Dios los cría                            | Estela                     |
| 1993 | Matar al abuelito                        | Rosa                       |
| 1995 | La nave de los locos                     | Laura Montero              |
| 1995 | Fundido a negro                          | Mariana                    |
| 1996 | Historias de amor, de locura y de muerte | Miriam                     |
| 1997 | La vida según Muriel                     | Mirta                      |
| 1997 | Diario para un cuento                    | Susana                     |
| 2001 | La fuga                                  | Tabita                     |
| 2004 | Ay, Juancito                             | Alicia Dupont              |
| 2014 | El misterio de la felicidad              | Laura                      |
| 2017 | Te esperaré                              | Laura                      |
| 2018 | Acusada                                  | Betina                     |
| 2020 | Ni héroe ni traidor                      | Claudia                    |
| 2022 | Pipa                                     | Etelvina Carreras          |
| 2023 | Vera y el placer de los otros            | Adriana                    |
| 2024 | Miranda de viernes a lunes               | Miranda                    |
| 2025 | Mensaje en una botella                   | Vivian                     |

### Películas para televisión
| Año  | Título                   | Personaje |
| ---- | ------------------------ | --------- |
| 1993 | ¿Dónde queda el paraíso? | Laura     |

### Cortometrajes
| Año  | Título                    | Personaje | Notas              |
| ---- | ------------------------- | --------- | ------------------ |
| 2003 | Mujeres en rojo: Rojo Eva | Eva       | Emitido por Telefe |

### Televisión
| Año       | Título                        | Personaje                                 | Canal              |
| --------- | ----------------------------- | ----------------------------------------- | ------------------ |
| 1993      | Zona de riesgo                | Mariana                                   | Canal 13           |
| 1993      | Esos que dicen amarse         | Noelia                                    | Canal 9            |
| 1993-1995 | Alta comedia                  | Varios personajes                         | Canal 9            |
| 1996      | De poeta y de loco            | Alicia                                    | Canal 13           |
| 1997-1998 | Verdad consecuencia           | Andrea Olmos                              | Canal 13           |
| 1999-2000 | Vulnerables                   | Jimena Soria                              | Canal 13           |
| 2000      | Tiempo final                  | Verónica "Ep1: Aniversario"               | Telefe             |
| 2000      | Tiempo final                  | Jimena "Ep16: La terapeuta"               | Telefe             |
| 2001      | Cuatro amigas                 | Elena Requena                             | Telefe             |
| 2002      | Tiempo final 3                | Luciana "Ep66: Pacto suicida"             | Telefe             |
| 2005      | Botines                       | Celina "Ep8: Muerto otra vez"             | Canal 13           |
| 2005      | Mujeres asesinas              | Marta Fernández "Ep1: Marta Odera, monja" | Canal 13           |
| 2005      | Criminal                      | Marcela Linares                           | Canal 9            |
| 2014-2015 | Guapas                        | Silvia "Silvita" Torrese                  | Canal 13           |
| 2017      | El maestro                    | Paulina Bravo                             | Canal 13           |
| 2018      | Edha                          | Odette Amaral                             | Netflix            |
| 2019      | Pequeña Victoria              | Selva Antúnez                             | Telefe             |
| 2021      | Victoria, psicóloga vengadora | Soledad R. ("Episodio 1: Soledad R.")     | Amazon Prime Video |
| 2022      | Supernova                     | Graciela                                  | Amazon Prime Video |

## Teatro
- 1986: Saltimbanquis, comedia musical de Sergio Bardotti y Luis Bacalov.
- 1989: El diluvio que viene, comedia musical de Garinei y Giovannini.
- 1992: Las mujeres de Juan, comedia dramática de Neil Simon.
- 1998: Ha llegado un inspector, drama de J. B. Priestley.
- 2000: Cyrano, drama de Edmond Rostand.
- 2004: Loca, drama de Tom Toplor.
- 2015: Otro estilo de vida, de Noël Coward.
- 2018-2019: Brujas.
- 2023: Plagio de José María Muscari.

## Premios y nominaciones

### Premios Cóndor de Plata
| Año  | Categoría               | Trabajo nominado     | Resultado |
| ---- | ----------------------- | -------------------- | --------- |
| 1994 | Mejor actriz revelación | Matar al abuelito    | Ganadora  |
| 1994 | Mejor actriz            | Matar al abuelito    | Nominada  |
| 1996 | Mejor actriz            | La nave de los locos | Ganadora  |
| 1998 | Mejor actriz            | La vida según Muriel | Nominada  |
| 2005 | Mejor actriz            | Ay, Juancito         | Nominada  |

### Premios Martín Fierro
| Año  | Categoría                              | Trabajo nominado         | Resultado |
| ---- | -------------------------------------- | ------------------------ | --------- |
| 1994 | Mejor artista revelación               | Zona de riesgo           | Nominada  |
| 2000 | Mejor actriz dramática protagónica     | Vulnerables              | Ganadora  |
| 2001 | Mejor actriz de unitario y/o miniserie | Vulnerables-Tiempo final | Ganadora  |
| 2006 | Mejor actriz de unitario y/o miniserie | Botines-Mujeres asesinas | Ganadora  |
| 2017 | Mejor actriz de unitario y/o miniserie | El maestro               | Nominada  |

### Premios Clarín
| Año  | Categoría                  | Trabajo nominado | Resultado |
| ---- | -------------------------- | ---------------- | --------- |
| 1999 | Mejor actriz de televisión | Vulnerables      | Ganadora  |
| 2000 | Mejor actriz de televisión | Vulnerables      | Ganadora  |
| 2005 | Mejor actriz de televisión | Mujeres asesinas | Nominada  |

### Premio ACE
| Año  | Categoría                                                 | Trabajo nominado     | Resultado |
| ---- | --------------------------------------------------------- | -------------------- | --------- |
| 1992 | Mejor actriz revelación                                   | El diluvio que viene | Ganadora  |
| 2009 | Mejor actriz protagónica en comedia y/o comedia dramática | Loca                 | Ganadora  |

### Premios Konex
| Año  | Categoría                                      | Trabajo nominado                       | Resultado |
| ---- | ---------------------------------------------- | -------------------------------------- | --------- |
| 2001 | Diploma al Mérito - Actriz de Televisión       | Por su trayectoria en la última década | Ganadora  |
| 2001 | Premio Konex de Platino - Actriz de Televisión | Por su trayectoria en la última década | Ganadora  |

### Premios Tato
| Año  | Categoría                           | Trabajo nominado | Resultado |
| ---- | ----------------------------------- | ---------------- | --------- |
| 2017 | Mejor Actriz Protagónica – Unitario | El maestro       | Nominada  |

### Premios VOS
| Año  | Categoría    | Trabajo nominado | Resultado |
| ---- | ------------ | ---------------- | --------- |
| 2019 | Mejor Actriz | Brujas           | Nominada  |
| 2019 | Mejor Elenco | Brujas           | Ganadora  |

### Otros premios
- 1997: mejor actriz en el Festival de Huelva: La vida según Muriel
- 1994: mejor actriz en el Festival de Biarritz: Matar al abuelito